# 全國高等學校小倉百人一首歌牌錦標賽
全國高等學校小倉百人一首歌牌錦標賽是日本的競技歌牌大賽。每年7月下旬於滋賀縣大津市的近江神宮舉行。1979年起舉行，由全日本歌牌協會、全國高等學校文化聯盟、天智聖德文教財團共同主辦。

## 大賽概要

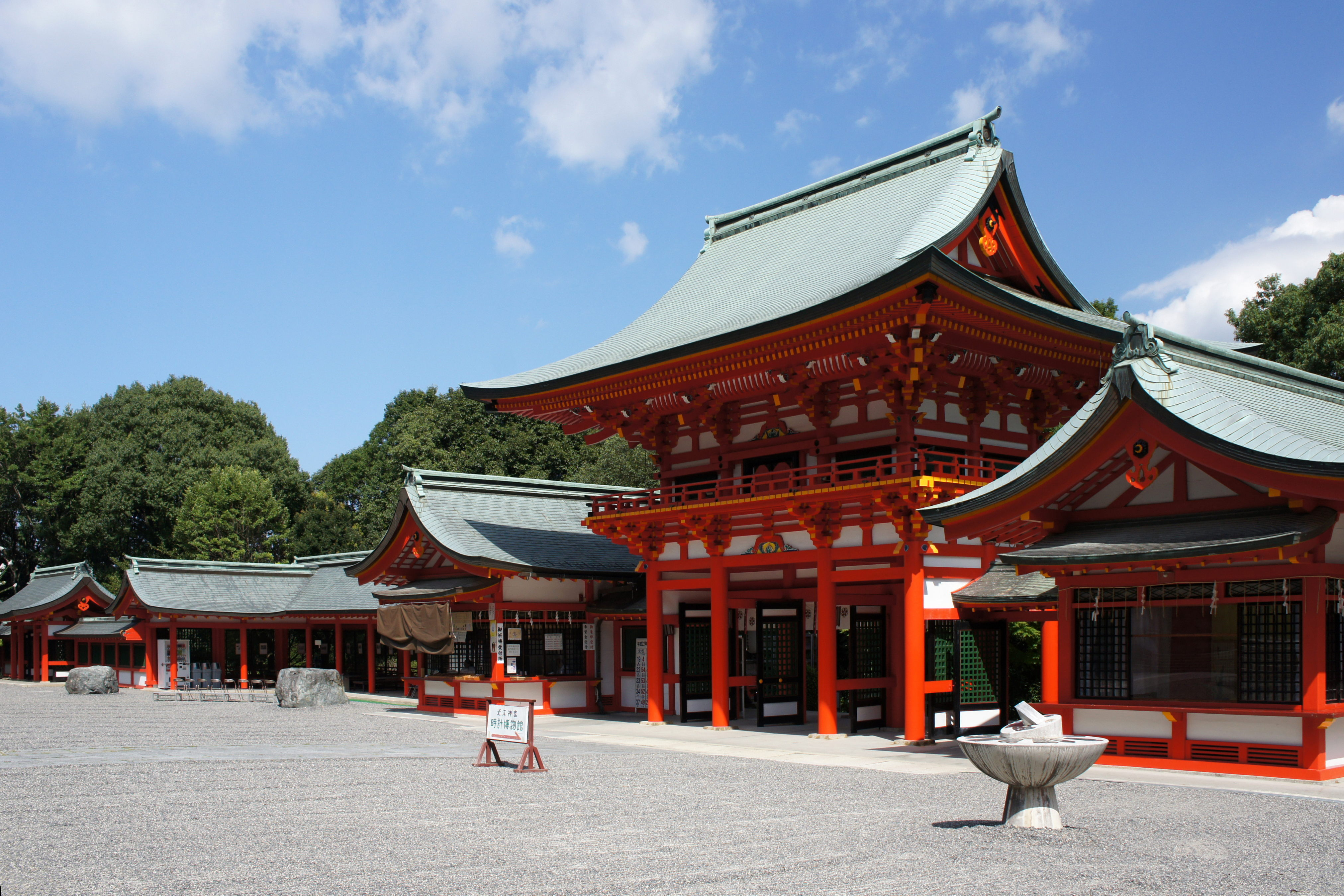
近江神宮樓門

團體賽於1979年、個人賽於1980年開始舉行，每年舉行一次。這場大賽被譽為「歌牌甲子園」，是對日本高中生競技歌牌選手來說最重要的大賽之一。大賽分為兩天進行，第一天為團體賽，第二天為個人賽。
團體賽為5人制循環賽，一個隊伍最多由8位選手組成。比賽以五組1對1的方式同時進行，由3個人以上獲勝的隊伍獲勝。大賽採淘汰制進行。獎項將會由第1名到第4名的隊伍獲得。
參賽代表由各都道府縣進行預賽選出，只有一所學校參賽的地區將不舉行預賽。照往例，預賽有超過十所學校參加的地區會有2個代表名額。
個人賽沒有地方性預賽，不論是沒參加團體賽或是在預賽中落敗的高中生選手都能參加。跟全日本歌牌協會公認的大會一樣，分為A級、B級、C級、D級4個等級各別進行比賽，獎項將會由各組第1名到第4名的選手獲得。

## 歴屆優勝校
| 屆次 | 年度               | 優勝校                         | 備註                     | 來源  |
| ---- | ------------------ | ------------------------------ | ------------------------ | ----- |
| 1    | 1979年（昭和54年） | 富士高校（靜岡縣）             | 初優勝                   | [ 3 ] |
| 2    | 1980年（昭和55年） | 富士高校                       | 連勝2屆第2勝             | [ 3 ] |
| 3    | 1981年（昭和56年） | 富士高校                       | 連勝3屆第3勝             | [ 3 ] |
| 4    | 1982年（昭和57年） | 富士高校                       | 連勝4屆第4勝             | [ 3 ] |
| 5    | 1983年（昭和58年） | 富士高校                       | 連勝5屆第5勝             | [ 3 ] |
| 6    | 1984年（昭和59年） | 富士高校                       | 連勝6屆第6勝             | [ 3 ] |
| 7    | 1985年（昭和60年） | 富士高校                       | 連勝7屆第7勝             | [ 3 ] |
| 8    | 1986年（昭和61年） | 富士高校                       | 連勝8屆第8勝             | [ 3 ] |
| 9    | 1987年（昭和62年） | 富士高校                       | 連勝9屆第9勝             | [ 3 ] |
| 10   | 1988年（昭和63年） | 富士高校                       | 連勝10屆第10勝（10連霸） | [ 3 ] |
| 11   | 1989年（平成元年） | 長泉高校（靜岡縣）             | 初優勝                   | [ 3 ] |
| 12   | 1990年（平成2年）  | 筑紫女學園高校（福岡縣）       | 初優勝                   | [ 3 ] |
| 13   | 1991年（平成3年）  | 長泉高校                       | 時隔2屆第2勝             | [ 3 ] |
| 14   | 1992年（平成4年）  | 大井川高校（靜岡縣）           | 初優勝                   | [ 3 ] |
| 15   | 1993年（平成5年）  | 大井川高校                     | 連勝2屆第2勝             | [ 3 ] |
| 16   | 1994年（平成6年）  | 益田高校（島根縣）             | 初優勝                   | [ 3 ] |
| 17   | 1995年（平成7年）  | 大井川高校                     | 時隔2屆第3勝             | [ 3 ] |
| 18   | 1996年（平成8年）  | 富士高校                       | 時隔8屆第11勝            | [ 3 ] |
| 19   | 1997年（平成9年）  | 長泉高校                       | 時隔6屆第3勝             | [ 3 ] |
| 20   | 1998年（平成10年） | 長泉高校                       | 連勝2屆第4勝             | [ 3 ] |
| 21   | 1999年（平成11年） | 靜岡雙葉高校（靜岡縣）         | 初優勝                   | [ 3 ] |
| 22   | 2000年（平成12年） | 靜岡雙葉高校                   | 連勝2屆第2勝             | [ 3 ] |
| 23   | 2001年（平成13年） | 靜岡雙葉高校                   | 連勝3屆第3勝             | [ 3 ] |
| 24   | 2002年（平成14年） | 濱松北高校（靜岡縣）           | 初優勝                   | [ 3 ] |
| 25   | 2003年（平成15年） | 靜岡雙葉高校                   | 時隔2屆第4勝             | [ 3 ] |
| 26   | 2004年（平成16年） | 曉星高校（東京都）             | 初優勝                   | [ 3 ] |
| 27   | 2005年（平成17年） | 曉星高校                       | 連勝2屆第2勝             | [ 3 ] |
| 28   | 2006年（平成18年） | 中津南高校（大分縣）           | 初優勝                   | [ 3 ] |
| 29   | 2007年（平成19年） | 富士高校                       | 時隔11屆第12勝           | [ 3 ] |
| 30   | 2008年（平成20年） | 曉星高校                       | 時隔3屆第3勝             | [ 3 ] |
| 31   | 2009年（平成21年） | 曉星高校                       | 連勝2屆第4勝             | [ 3 ] |
| 32   | 2010年（平成22年） | 曉星高校                       | 連勝3屆第5勝             | [ 3 ] |
| 33   | 2011年（平成23年） | 曉星高校                       | 連勝4屆第6勝             | [ 3 ] |
| 34   | 2012年（平成24年） | 曉星高校                       | 連勝5屆第7勝             | [ 3 ] |
| 35   | 2013年（平成25年） | 曉星高校                       | 連勝6屆第8勝             | [ 3 ] |
| 36   | 2014年（平成26年） | 曉星高校                       | 連勝7屆第9勝             | [ 3 ] |
| 37   | 2015年（平成27年） | 曉星高校                       | 連勝8屆第10勝            | [ 3 ] |
| 38   | 2016年（平成28年） | 曉星高校                       | 連勝9屆第11勝            | [ 3 ] |
| 39   | 2017年（平成29年） | 安積黎明高校（福島縣）         | 初優勝                   | [ 3 ] |
| 40   | 2018年（平成30年） | 浦和明之星女子高校（埼玉縣）   | 初優勝                   | [ 3 ] |
| 41   | 2019年（令和元年） | 曉星高校                       | 時隔3屆第12勝            | [ 3 ] |
| 42   | 2020年（令和2年）  | 不適用                         | 因COVID-19疫情取消       |       |
| 43   | 2021年（令和3年）  | 曉星高校                       | 連勝2屆第13勝            | [ 4 ] |
| 44   | 2022年（令和4年）  | 澀谷教育學園幕張高校（千葉縣） | 初優勝                   | [ 5 ] |
| 45   | 2023年（令和5年）  | 關東第一高校（東京都）         | 初優勝                   |       |

## 外部連結
- 全日本歌牌協會 （页面存档备份，存于）（日語）
- 近江神宮官網 （页面存档备份，存于）（日語）